# Cydia zebeana
The Larch bark moth (Cydia zebeana) là một loài bướm đêm thuộc họ Tortricidae. Loài này có ở miền trung và miền đông châu Âu, Siberia và Trung Quốc. It is also known from the Hà Lan.
This species is often confused with Cydia millenniana. Due to this, it is difficult to be sure about the data published on the biology of both species. According to Whitebread (1975) và Booij và Diakonoff (1983), larvae of Cydia milleniana form galls, while larvae of Cydia zebeana do not.
Sải cánh dài 14–18 mm. Con trưởng thành bay vào tháng 5 và tháng 6. The larva takes two years to develop.
Ấu trùng ăn Larix species. The larvae tunnel under the bark of their host plant.